# Luftvåben
Et luftvåben er den gren af et lands væbnede styrker, som tager sig af luftbårne krigsoperationer med jagerbombere, bombefly, jagerfly, rekognosceringsfly, transportfly, helikoptere og missiler.
I mange lande findes der også militærfly i både hæren og marinen, uden at disse eskadriller tilhører luftvåbnet.
Et luftvåben kan opdeles i geografiske luftflåder som i USAF, i kommandoer efter opgaver som i RAF eller i strategiske og taktiske luftvåben som i Sovjetunionen.

## Liste over nationale luftvåben
Argentina: Fuerza Aérea Argentina, (1945) 
Danmark: Flyvevåbnet (1950), 
Finland: Suomen Ilmavoimat, (1918) , (1944) 
Frankrig: Armée de l'air, (1933) 
Island: Íslenska Loftvarnarkerfið, (1987) 
Israel: Heyl Ha'Avir, (1948) 
Nederlandene: Koninklijke Luchtmacht, (1953) 
Norge: Luftforsvaret, (1944) 
Rusland: Военно-воздушные силы (1992), 
Schweiz: Schweizer Luftwaffe – Forces Aériennes Suisses – Forze Aeree Svizzere, (1946) 
Storbritannien: Royal Air Force (RAF), (1918) 
Sverige: Flygvapnet, (1926) 
Tyskland: Luftwaffe, (1935-45)  , (1956) 
USA: United States Air Force, (1947) 